# Rubab
Il rubab (robab o rabab (in Pashto e in persiano رُباب‎; kashmir/sindhi: روباب(Nastaleeq), रुबाब (Devanagari), in azero e in turco Rübab; in tagico e in uzbeco рубоб?, rubob) è uno strumento musicale simile al liuto. È uno degli strumenti musicali nazionali dell'Afghanistan e di altre aree abitate da pashtun e beluci, ed è suonato anche dal popolo Sindhi nel Sindh, dal popolo Kashmir e dai Sikh del Punjab. Ritroviamo la presenza di questo strumento musicale a corde in testi antichi che risalgono al VII secolo, tra cui poemi Sufi e libri persiani. Ci sono ben tre varianti del rubab: il Kabuli rebab dell'Afghanistan, il Seni rebab dell'India settentrionale e il Pamiri rubab del Tagikistan. Questi proliferarono in tutta l'Asia occidentale, centrale, meridionale e sud-orientale. Il Kabuli rebab è originario dell'Afghanistan, e deriva il suo nome dall'arabo rebab che vuol dire 'suonato con l'arco; in Asia centrale e nel subcontinente indiano, invece, lo strumento è pizzicato ed è nettamente diverso nella costruzione.
Saper suonare il rubab, così come saper costruire i suoi elementi, sono oramai considerate abilità rare, e solo pochi artisti mantengono la tradizione del rubab classico.

## Storia
Il rubab è conosciuto come "il leone degli strumenti" ed è uno dei due strumenti nazionali dell'Afghanistan (insieme allo zerbaghali). Questo strumento è sicuramente uno degli strumenti chiave della musica classica afgana. Altrove è conosciuto come il rebab di Kabuli per distinguerlo con il rebab di Seni dell'India. All'apparenza, il rubab di Kabuli ha un aspetto leggermente diverso dal rubab indiano. È l'antenato del Sarod dell'India settentrionale, anche se a differenza del Sarod, è corrugato.
Il rubab è attestato dal VII secolo. È menzionato negli antichi libri persiani e molti poeti sufi lo menzionano nelle loro poesie. È lo strumento tradizionale del Grande Khorasan ed è ampiamente utilizzato in paesi come Afghanistan, Pakistan, Azerbaigian, Iran, Turchia, Iraq, Tagikistan e Uzbekistan, nonché nella provincia dello Xinjiang della Cina nordoccidentale e nelle regioni del Jammu e Kashmir e del Punjab dell'India nordoccidentale.
Il rubab è stato il primo strumento utilizzato nel Sikhismo; era usato da Bhai Mardana, compagno del primo guru, Guru Nanak. Ogni volta che una shabad veniva rivelata a Guru Nanak, lui cantava e Bhai Mardana suonava sul suo rubab; era conosciuto come un rababi. La tradizione del suonare il rubab è portata avanti da sikh come Namdharis.